# 台湾の人物一覧
この項は著名な台湾の人物一覧である。
- 台湾人とは台湾で生まれ育った人、もしくは中華民国へ帰化した人の事を指す。
- 現在中華民国の国籍を持っていない人は現在の国籍について可能な限り注記する。
- ここでは実在の人物のみを挙げる。

## あ行
- 愛子：アイズ（歌手）
- 艾莉絲：アイリス（タレント）
- 彩音ちか：あやね ちか（ジュニアアイドル）
- 安以軒：アン・イーシュアン（女優）
- ショーン・アン（歌手・俳優）
- 安藤百福：あんどう ももふく（実業家）※日本国籍取得
- イー・ツーイェン（映画監督）
- 易水翔麟：イーシュイ・シャンリン（漫画家）
- 葉公超：イェ・ゴンチャオ（外交官）
- 葉舒華(シュファ)：イェ・シューホア (韓国女性アイドル：(G)I-DLE)
- 葉菊蘭：イェ・ジューラン（政治家）
- 葉君璋：イェ・ジュンジャン（野球選手）
- 葉秋木：イェ・チュウムー（政治家）
- 葉聡明：イェ・ツォンミン（経営学者）
- ドリス・イエ/葉湘怡（ミュージシャン）
- 閻錫山：イェン・シーシャン（政治家）
- 言承旭：ジェリー・イェン（歌手・俳優）
- 厳家淦：イェン・ジャアガン（政治家）
- 顔少博：イェン・シャオボ（フィギュアスケート選手）
- 顔恵民：イェン・フイミン（実業家）
- 炎亞綸：イェン・ヤールン（歌手・俳優）
- サリー・イップ（歌手・女優）
- 今久留主功：いまくるす いさお（野球選手）
- 今久留主淳：いまくるす すなお（野球選手）
- 印順：インシュン（僧侶・仏教学者）
- インテツ（ベーシスト）
- 垠凌：インリン（タレント・歌手）
- 応昌期：イン・チャンチー（囲碁研究家）
- 于冠華：ウ・クヮンファ（シンガーソングライター）
- 呉建豪：ヴァネス・ウー（歌手・俳優）※アメリカ国籍
- 呉克泰：ウー・クータイ（政治家）
- 呉慷仁：クリス・ウー（俳優）
- 呉克群：ケンジ・ウー（歌手・俳優）
- 呉宗憲：ジャッキー・ウー（タレント）
- 呉偲佑：ウー・スヨ（野球選手）
- 呉尊：ウー・ズン（歌手・俳優）
- 呉青峰：ウー・チンフォン（歌手・俳優）
- 呉倩蓮：ウー・チェンリン（女優）
- 呉忠信：ウー・ヂョンシン（軍人）
- 呉鉄城：ウー・ティエチョン（政治家）
- デヴィッド・ウー（タレント）
- 呉念庭：ウーニェンティン（野球選手）
- ニッキー・ウー（歌手）
- 伍佰：ウー・パイ（ロックシンガー）
- ウー・ハンチュン/峮峮（タレント）
- ペース・ウー（女優・モデル・歌手）
- 呉伯雄：ウー・ボーション（政治家）
- 魏道明：ウェイ・ダオミン（政治家）
- 韋宗成：ウェイ・ヅォンチェン（漫画家）
- ウェイ・ユンジェ（プロゴルファー）
- VOFAN：ヴォーハン（イラストレーター）
- アンディ・ウォン（総合格闘家）
- 王宗堯：グレゴリー・ウォン（俳優）
- 温昇豪：ウェン・シェンハオ（俳優）
- 王祖賢：ジョイ・ウォン（女優）
- 光良：マイケル・ウォン（歌手）※中華民国永久居留権のみ所持
- 歐定興：エドワード・オウ（俳優）
- 王韋文：おう いぶん（競泳選手）
- 王貞治：おう さだはる（野球選手）
- 王心宜：おう しんぎ（ピアニスト）
- 欧龍雲：おう りゅううん（法学者）
- 欧陽菲菲：オーヤンフィーフィー（歌手）
- 岡田吉弘：おかだ よしひろ（教育家）
- 岡村俊昭：おかむら としあき（野球選手）
- ジュディ・オング（歌手）※日本国籍取得
- 恩砂上：おん さじょう（射撃選手）

## か行
- 柯子彰：か ししょう（ラグビー選手）
- 高妍：ガオ・イェン（漫画家）
- 高偉誠：カオ・ウェチェン（バレーボール選手）
- 高國慶：ガオ・グォーチン（野球選手）
- 高國輝：ガオ・グォーフェイ（野球選手）
- 高嘉瑜：ガオ・ジァーユィ（政治家）
- 高志綱：ガオ・ジーガン（野球選手）
- 高金素梅：ガオジン・スーメイ（歌手・政治家）
- 高宇杰：ガオ・ユージェ（野球選手）
- 郭源治：かく げんじ（野球選手）※日本国籍取得
- 郭建成：かく けんせい（野球選手）
- 郭芝苑：かく しえん（作曲家）
- 郭進興：かく しんこう（野球選手）
- 郭泰源：かく たいげん（野球選手）
- 郭茂林：かく もりん（建築家）
- 郭采潔：アンバー・クオ（俳優）
- 金城武：かねしろ たけし（俳優）※日本国籍
- 甘乃光：ガン・ナイグワン（政治家）
- 江蕙：カン・フイ（歌手）
- 寒雲：カンウン（歌手）
- 紀政：き せい（陸上選手）
- 江玟玟：クリスタル・キャン（フィギュアスケート選手）
- 邱永漢：きゅう えいかん（評論家）※日本国籍取得
- 邱妙津：きゅう みゅうしん（作家）
- 許恵祐：きょ けいゆう（政治家）
- 金美齢：きん びれい（評論家）※日本国籍取得
- 關穎：テリー・クァン（歌手・女優・モデル）
- 顧維鈞：グー・ウェイジュン（政治家）
- 辜寛敏：グー・クアンミン（企業家）
- 谷正綱：グー・ジョンガン（政治家）
- 谷正鼎：グー・ジョンディン（政治家）
- 谷正倫：グー・ジョンルン（軍人）
- 辜振甫：グー・ヂェンフー（政治家）
- 顧祝同：グー・ヂュートン（政治家）
- 顧孟余：グー・モンユー（政治家）
- リチャード・クー（エコノミスト）
- グイ・ルンメイ（女優）
- 古龍：グーロン（作家）
- 郭嚴文：グォ・イェンウェン（野球選手）
- 郭静：クレア・グォ（歌手）
- 郭書瑤：グォ・シューヤオ（タレント）
- 郭俊麟：グォ・ジュンリン（野球選手）
- 郭美美：ジョシー・グォ（歌手）
- 郭泰祺：グォ・タイチー（政治家）
- 郭岱琦：グォ・タイチィ（野球選手）
- 郭台銘：グォ・タイミン（実業家）
- 郭秋生：グォ・チュウション（作家）
- 郭品超：ディラン・グォ（歌手・俳優）
- 郭阜林：グォ・フーリン（野球選手）
- 郭泓志：グォ・ホンツィ（野球選手）
- 郭李建夫：グォリー・ジェンフー（野球選手）
- 古林睿煬：グーリン・ルェヤン （野球選手）
- 呉煜宗：くれ よそう（憲法学者）
- 関吉玉：グワン・ジーユー（政治家）
- 耿伯軒：ケン・ポウシュアン（野球選手）
- 呉昌征：ご しょうせい（野球選手）※日本国籍取得
- 呉新亨：ご しんきょう（野球選手）※日本国籍取得
- 呉敦義：ご とんぎ（政治家）
- 高英傑：こう えいけつ（野球選手）
- 黄玥珡：こう げっきん（プロゴルファー）
- 許世楷：こう せかい（政治家）
- 孔垂長：こう すいちょう（総統府国策顧問）
- 黄土水：こう どすい（彫刻家）
- 江鵬堅：こう ほうけん（政治家）
- 柯有綸：アラン・コー（歌手・俳優）
- 柯文哲：コー・ウェンチョー（医師・政治家）
- 柯受良：コー・ショウリアン（歌手・俳優）
- 呉寶春：ご ほうしゅん/ウー・バオチュン（パン職人）
- 孔祥熙：コン・シアンシー（政治家）
- 孔徳成：コン・ドーチョン（政治家）

## さ行
- 蔡安邦：さい あんぽう（物理学者）
- 蔡志忠：さい しちゅう（漫画家）
- 蔡英文：さい えいぶん（政治家・中華民国総統）
- サン・マオ（スタントマン）
- 石志偉：シ・ジウェイ（野球選手）
- 施明徳：シー・ミンドゥー（政治家）
- 既晴：ジーチン（推理作家）
- 夏如芝：チェリー・シア（女優）
- 謝依旻：シェ・イーミン（囲碁棋士）
- 謝冠生：シェ・グアンシェン（政治家）
- 謝坤達：シェ・クンダー（歌手・俳優）
- 謝志偉：シェ・ジウエイ（政治家）
- 謝佳賢：シェ・ジャーシェン（野球選手）
- 謝雪紅：シャ・シュエホン（政治家）
- 謝長廷：シャ・デョンティン（政治家）
- 謝雅梅：シェ・ヤーメイ（エッセイスト）
- 沈建宏：クリス・シェン（歌手・俳優）
- 沈覲鼎：シェン・ジンディン（外交官）
- 謝淑薇：シェイ・スーウェイ（テニスプレーヤー）
- 沈鴻烈：シェン・ホンリエ（軍人）
- 沈鈺傑：シェン・ユーチェ（野球選手）
- 沈栄津：シェン・ロンチン（経済部官僚、政治家）
- 簡嫚書：ジエン・マンシュー（女優）
- ジョナサン・シガー（モデル・タレント）
- 蕭美琴：シャウ・ビキム（女性政治家、外交官）
- 謝永郁：しゃ えいゆう（プロゴルファー）
- 謝長亨：しゃ ちょうきょう（野球選手）
- 謝敏男：しゃ びんなん（プロゴルファー）
- 蔣緯国：ジャ・ ウェイグオ（政治家）
- 夏宇童：レン・シャー（歌手・女優）
- 蕭一傑：シャオ・イージェ（野球選手）
- 蕭亜軒：エルヴァ・シャオ（歌手・女優）
- 趙少康：シャオ・シャオカン（政治家）
- 蕭秀華：シャオ・シュウフア（タレント）
- 蕭正浩：シャオ・ジョンハオ（囲碁棋士）
- 蕭美玉：シャオ・メイユ（自転車競技選手）
- 蕭万長：シャオ・ワンチャン（政治家）
- 小嫻：シャオシェン（タレント）
- 小林：シャオリン（イラストレーター）
- 釈証厳：しゃく　しょうごん（僧侶・慈善活動家）
- 江文也：カン・ブンヤー（作曲家）
- 単国璽：シャン・クオシー（宗教家）
- 施顔祥：シー・ガンション（政治家）
- 江坤宇：ジャン・コンユ（野球選手）
- 蔣孝勇：ジャン・シャオヨン（政治家）
- 蔣智賢：ジャン・ズーシェン（野球選手）
- 詹子賢：ジャン・ズーシェン（野球選手）
- 張志豪：ジャン・ズーハオ（野球選手）
- 姜建銘：ジャン・チェンミン（野球選手）
- 蔣廷黻：ジャン・ティンフー（歴史学者）
- 江丙坤：ジャン・ビンクン（政治家）
- 蔣方良：ジャン・ファンリャン（元総統・蔣経国の妻）
- 江美琪：ジャン・メイチー（歌手）
- 蔣夢麟：ジャン・モンリン（政治家）
- 蔣友柏：ジャン・ヨウボー（実業家）
- 朱木炎：しゅ もくえん（テコンドー選手）
- 許安安：シュー・アンアン（女優）
- 修杰楷：シュウ・ジエカイ（俳優）
- 許慧欣：イボンヌ・シュー（歌手）
- 許文雄：シュー・ウェンション（野球選手）
- 許文龍：コー・ブンリョン（実業家・ヴァイオリニスト）
- 徐堪：シュー・カン（政治家）
- キャンディ・シュー（歌手・ソングライター）
- 許国雄：シュー・グオション（政治家）
- 許世楷：シュー・シージェ（政治学者）
- 許孟哲：ジェイソン・シュー（歌手・俳優）
- 徐淑希：シュー・シューシー（法学者）
- 居正：ジュー・ジョン（政治家）
- 許信良：シュウ・シンリャン（政治家）
- 許竹見：シュウ・チュチエン（野球選手）
- 謝和弦：シュー・フェーヤン（歌手・俳優）
- 許瑋倫：ベアトリーチェ・シュウ（女優）
- 許銘傑：シュウ・ミンチェ（野球選手）
- JerryC：ジュリーシー（ギタリスト）
- 九孔：ジュウコン（コメディアン）
- 久遠：ジュユアン（小説家）
- 徐若熙：シュー・ルオシー（野球選手）
- 蔣彦士：しょう げんし（政治家）
- 蕭泰然：しょう たいぜん（作曲家）
- 鄒魯：ジョウ・ルー（政治家）
- AKRU：しん えいけつ（漫画家）
- 金問泗：ジン・ウェンスー（外交官）
- 金燕玲：エレイン・ジン（歌手・女優）
- シン＝トゥン・ヤウ（数学者）
- 史明：スービン（政治家）
- アレック・スー（歌手・俳優）
- 許茹芸：ヴァレン・スー（歌手・女優）
- 蘇偉貞：スー・ウェイヂェン（小説家）
- 蘇嘉全：ソー・カーゾァン（政治家）
- 徐熙娣：スー・シーディー（マルチタレント）
- 蘇昭旭：スー・ジャオシュィー（学者）
- 蘇進強：スー・ジンチアン（政治家）
- 蘇智傑：スー・ズージェ（野球選手）
- 蘇慧倫：ターシー・スー（歌手・女優）
- スー・チー（女優）
- 蘇貞昌：ソー・チンチョン（政治家）
- 徐熙媛：バービィー・スー（マルチタレント）
- ビビアン・スー（女優）
- 徐懐鈺：スー・ホワイユー（歌手・女優）
- 蘇昱彰：スー・ユーヂャン（武術家）
- 蘇芮：スー・ルイ（歌手）
- 隋棠：ソニア・スイ（モデル・女優）
- 左舜生：ズオ・シュンシェン（政治家）
- 孫芸芸：エイミー・スン（実業家）
- 孫科：スン・コー（政治家）
- 孫燕姿：ステフ・スン（歌手）
- 孫文：スン・ヂョンシャン（政治家）
- 孫協志：トニー・スン（歌手・俳優）
- 関口清治：せきぐち せいじ（野球選手）
- 鄭凱文：ゼン・カイウン（野球選手）
- 增菘瑋：ゼン・スンウェイ（野球選手）
- 曾豪駒：セン・ハオジュ（野球選手）
- 蘇東成：そ とうせい（武術家）
- 荘勝雄：そう かつお（野球選手）※日本国籍取得
- 孫運璿：そう うんせん（政治家）
- 宋家豪 : ソン・ジャーハオ （野球選手）
- 宋子文：ソン・ズーウェン（政治家）
- 宋楚瑜：ソン・ツーユィ（政治家）

## た行
- 戴国煇：ダイ・グオフイ（学者）
- 戴季陶：ダイ・ジータオ（政治家）
- 戴嘉伸：ダイ・ジェイアシェン（囲碁棋士）
- 戴天昭：たい てんしょう（政治学者）
- 戴炎輝：ダイ・ヨンシャン（法律家）
- 戴立忍：レオン・ダイ（俳優・映画監督）
- 大順将弘：たいじゅん まさひろ（野球選手）
- 大豊泰昭：たいほう やすあき（野球選手）
- 陶喆：デヴィット・タオ（歌手）
- 陶晶瑩：マティルダ・タオ（歌手・女優・司会者）
- 高山箕犀：たかやま きさい（イラストレーター）
- 唐靉：タン・アイ（漫画家）
- 唐治平：タン・ジーピン（俳優）
- 唐禹哲：ダンソン・タン（歌手・俳優）
- 唐飛：タン・フェイ（政治家）
- 糖果：タングオ（タレント）
- 賈静雯：アリッサ・チア（女優）
- 蔣介石：チアン・チョンチェン（政治家・軍人・元中華民国総統）
- 蔣萬安：チアン・ワンアン（弁護士・政治家・蔣介石の曾孫）
- 邱幸儀：チウ・シンイー（シンガーソングライター）
- 邱勝翊：プリンス・チウ（歌手・俳優）
- 邱宇辰：クリス・チウ（歌手・俳優）
- 邱澤（歌手・俳優）
- 應潔：チェイ（お天気キャスター）
- アイビー・チェン（タレント・写真家）
- 陳意涵：アイビー・チェン（女優・モデル）
- 陳儀：チェン・イー（軍人）
- 陳義信：チェン・イーシン（野球選手）
- 陳逸松：チェン・イーソン（弁護士）
- 辰亦儒：チェン・イールー（歌手・俳優）
- 陳盈豪：チェン・インハウ（技術士）
- 陳偉殷：チェン・ウェイン（野球選手）
- 鄭問：チェン・ウェン（漫画家）
- 鄭文燦：チェン・ウェンツァン（政治家）
- 陳文茜：チェン・ウェンチェン（政治家）
- 陳文賓：チェン・ウェンビン（野球選手）
- 陳逸達：チェン・エイタ（囲碁棋士）
- 陳嘉樺：エラ・チェン（歌手・女優）
- 陳冠宇：チェン・グァンユウ（野球選手）
- 陳冠任：チェン・グァンレン（野球選手）
- 陳果夫：チェン・グオフー（政治家）
- 陳国興：チェン・クォンシン（囲碁棋士）
- 陳士：チェン・シ（囲碁棋士）
- 陳嘉振：チェン・ジアジェン（推理作家）
- 陳詩欣：チェン・シーシン（テコンドー選手）
- 陳時中：チェン・シーヂョン（歯科医・衛生福利部部長）
- 陳傑憲：チェン・ジェシェン（野球選手）
- 陳曉娟：チェン・シャオチュアン（サッカー選手）
- 陳菊：チェン・ジュウ（政治家）
- 陳水扁：チェン・ショイピエン（政治家・元中華民国総統）
- 陳信安：チェン・シンアン（バスケットボール選手）
- 陳詩淵：チェン・スゥイェン（囲碁棋士）
- 銭思亮：チェン・スーリャン（化学者）
- 銭大鈞：チェン・ダージュン（軍人）
- 陳致遠：チェン・チーイェン（野球選手）
- 陳子強：チェン・ツーチャン（俳優）
- 陳淑樺：サラ・チェン（歌手）
- 陳建年：チェン・ジェンニェン（音楽家）
- 陳淑芬：チェン・シュウフン（イラストレーター）
- 陳喬恩：ジョー・チェン（女優）
- 鄭元暢：ジョセフ・チェン（俳優・モデル）
- 陳怡蓉：タミー・チェン（女優）
- 陳唐山：チェン・タンシャン（政治家）
- 陳綺貞：チアー・チェン（シンガーソングライター）
- 陳至愷：チェン・チーカイ（俳優）
- 陳智雄：チェン・ヂーション（政治家）
- 陳致中：チェン・ヂーヂョン（政治家）
- 陳之漢：チェン・ヂーハン（格闘家・実業家・Youtuber）
- 陳其邁：チェン・チーマイ（医師、政治家）
- 陳啓礼：チェン・チーリー（暴力団組員）
- 陳誠：チェン・チェン（政治家）
- 陳長清：チェン・チャンチン（囲碁棋士）
- 鄭昌明：チェン・チャンミン（野球選手）
- 陳金鋒：チェン・チンフェン（野球選手）
- 鄭同村：チェン・トンツン（俳優）
- 陳峰民：チェン・フェンミン（野球選手）
- 陳柏惟：チェン・ボーウェイ（政治家、テレビプロデューサー）
- 陳柏霖：チェン・ボーリン（俳優）
- 陳妍希：ミシェル・チェン（女優）
- チェン・ユーシュン（映画監督）
- 陳鏞基：チェン・ユンチー（野球選手）
- 陳永安：チェン・ヨンアン（囲碁棋士）
- 鄭麗君：チェン・リーチュン（政治家）
- 陳立夫：チェン・リーフー（政治家）
- リュー・チェン（マジシャン）
- 陳連宏：チェン・レンホン（野球選手）
- 程予希：チェン・ユーシー（女優）
- 哲儀：ヂォーイー（推理作家）
- 趙虹喬：ジョイス・チャオ（女優）
- 張韶涵：アンジェラ・チャン（歌手・女優）
- 張維中：ヂャン ウェイヂョン（小説家）
- 張温鷹：ヂャン・ウェンイン（政治家）
- 張文環：ヂャン・ウェンフアン（小説家）
- 張凱馨：チャン・カイシン（囲碁棋士）
- 張金塗：チャン・キントー（俳優）
- 張國煒：チャン・クォウェイ（実業家。スターラックス航空創業者）
- 張公権：チャン・ゴンチュアン（政治家）
- 張系国：ヂャン シーグオ（小説家）
- 張栩：チャン・シュイ（囲碁棋士）
- 張軒睿：デレク・チャン（俳優）
- 張俊雄：ヂャン・ジュンション（政治家）
- ジョセフ・チャン（俳優）
- シルヴィア・チャン（女優）
- 張星賢：チャン・シンシェン（陸上競技選手）
- 張誌家：チャン・ズージャ（野球選手）
- 張泰山：チャン・タイシャン（野球選手）
- 張道藩：ヂャン・ダオファン（政治家）
- 張家浩：チャン・チーハオ（野球選手）
- 詹智堯：チャン・チーヤオ（野球選手）
- 張震：チャン・チェン（俳優）
- 張鈞甯：チャン・チュンニン（女優）
- 張建銘：チャン・チェンミン（野球選手）
- 張震嶽：チャン・チェンユエ（歌手）
- 蔣経国：チャン・チングォ（政治家・元中華民国総統）
- 張宇：フィル・チャン（歌手・俳優）
- 張群：チャン・チュン（政治家）
- 張睿家：レイ・チャン（俳優）
- 張恵妹：チャン・ホェイメイ（歌手）
- 蔣澎龍：チャン・ポンロン（卓球選手）
- 張勛傑：マイケル・チャン（俳優）
- 張曼娟：ヂャン・マンジュエン（作家・大学教授）
- 張明澄：ヂャン・ミンチン（医師）
- 章亜若：ヂャン・ヤールオ（蔣経国の寵愛を受けた女性）
- 張雨生：チャン・ユーシェン（歌手）
- 張育陞：チャン・ユーシェン（バレーボール選手）
- 張瓈文：チャン・リウェン（バレーボール選手）
- 張厲生：ヂャン・リーション（政治家）
- 詹詠然：チャン・ユンジャン（テニスプレーヤー）
- 張榮發：チャン・ロンファ/ちょうえいはつ（エバー航空、長栄海運創業者）
- 朱尉銘：チュ・ウェイミン（野球選手）
- 荘佳容：チュアン・チアユン（テニスプレーヤー）
- 朱家驊：ヂュー・ジャフア（政治家）
- 朱孝天：ケン・チュウ（歌手・俳優）
- 朱鴻琦：ヂュー・ホンチー（漫画家）
- 瞿友寧：チュウ・ヨウニン（映画監督）
- 朱立倫：ヂュー・リールン（政治家）
- 卓文萱：ジニー・チュオ（歌手・女優）
- 卓栄泰：ヂュオ・ロンタイ（政治家）
- 周英明：ヂョウ・インミン（工学者）
- 周渝民：ヴィック・チョウ（歌手・俳優）
- 周華健：エミール・チョウ（歌手）
- 周可平：ヂョウ・コーピン（囲碁棋士）
- 周杰倫：ジェイ・チョウ（歌手・俳優）
- 周奎宏：ヂョウ・シェイホン（囲碁棋士）
- 周子瑜 (ツウィ)：チョウ・ツーユイ (韓国女性アイドル・TWICE)
- 周俊勲：チョウ・ジュンシュン（囲碁棋士）
- 周台英：チョウ・タイイン（サッカー選手）
- 邱翠玲：チョウ・ツェイリン（歌手）
- 鄭志龍：ヂョン・ヂーロン（バスケットボール選手）
- 鍾承佑：チョン・チェンヨウ（野球選手）
- 程天放：チョン・ティエンファン（政治家）
- 鄭弘儀：チョン・ホンイー（作家）
- 周永暉：ヂョウ ヨンフイ（官僚）
- 陳炘：ちん きん（実業家）
- 陳建禎：ちん けんてい（バレーボール選手）
- 陳子見：ちん ずちぇん（番組プレゼンター）
- 陳荊和：ちん けいわ（歴史学者）
- 陳舜臣：ちん しゅんしん（作家・歴史研究家・文化人）※日本国籍取得
- 陳明文：ちん めいぶん（政治家）
- 蔡英文：ツァイ・インウェン（政治家）
- 蔡英峰：ツァイ・インフェン（野球選手）
- 蔡焜燦：ツァイ・ウンツァン（実業家）
- 蔡森夫：ツァイ・シェンフー（野球選手）
- 蔡依林：ジョリン・ツァイ（歌手・女優）
- 蔡長庚：ツァイ・チャンケン（不動産業者）
- 蔡培火：ツァイ・ペイフオ（政治家）
- 蔡元培：ツァイ・ユェンペイ（政治家）
- 曹竣揚：ツァオ・チュンヤン（野球選手）
- 曾愷玹：アリス・ツェン（モデル・女優）
- 曾文鼎：ツェン・ウェンティン（バスケットボール選手）
- 曾少宗：フィガロ・ツェン（歌手・俳優）
- 曾雅鈴：ツォン・ヤーリン（タレント）
- ヤニ・ツェン（プロゴルファー）
- 津野力男：つの りきお（写真家）
- 鄭成功：てい せいこう（政治家）
- 田馥甄：ヒビ・ティエン（歌手・女優）
- 田壘：ティエン・レイ（バスケットボール選手）
- Difang：ディファン（歌手）
- 丁惟汾：ディン・ウェイフェン（政治家）
- テレサ・テン（歌手）
- 涂阿玉：と あぎょく（プロゴルファー）
- 杜奕瑾：トゥー・イーチン（プログラマー・学者）
- 杜聡明：と そうめい（医学者）
- 鄧雨賢：とう うけん（作曲家）
- 竇智孔：ボビー・ドウ（歌手・俳優）
- 栃ノ華朝王：とちのはな ちょうおう（大相撲力士）
- 童冠賢：トン・グァンシェン（政治家）
- 董顕光：ドン・シエングワン（ジャーナリスト）

## な行
- 倪福德：ニー・フーデェ（野球選手）
- 鈕永建：ニュウ・ヨンジェン（軍人）
- のーでぃ（タレント）

## は行
- 賀軍翔：マイク・ハー（俳優）
- 哈日杏子：ハーリーシンズ（漫画家）
- 白暁燕：パイ・シャオイェン（アイドル・梶原一騎と白冰冰の娘）
- 白崇禧：バイ・チォンシー（軍人）
- ビアンカ・バイ（モデル・女優）
- ビビアン・スー（女優・歌手・モデル）
- 白冰冰：パイ・ピンピン（歌手・梶原一騎の元妻）
- 包壽海：チャールズ・パオ（フィギュアスケート選手）
- 郝龍斌：ハオ・ロンピン（政治家・台北市長）
- 寶兒：バオア（歌手・女優）
- BAKUNOYA（漫画家）
- 許光漢：グレッグ・ハン（俳優）
- パン・ユン・ツ（俳優）
- ウィルバー・パン（歌手・俳優）
- 潘威倫：パン・ウェイルン（野球選手）
- 潘武雄：パン・ウション（野球選手）
- 韓国瑜：ハン・グォユイ（政治家）
- 彭景華：バン・ジンホァ（囲碁棋士）
- 東山彰良：ひがしやま あきら（小説家）
- 平凡：ピンファン（画家）
- 黄偉哲：フアン・ウェイヂョウ（医学者、政治家）
- 黄文雄：フアン・ウェンション（評論家）
- 黄文雄：フアン・ウェンション（政治家）
- 黄昆輝：フアン・クンフイ（政治家）
- 黄祥任：ファン・シァンジェン（囲碁棋士）
- 黄志芳：フアン・ジーファン（政治家）
- 黄季陸：フアン・ジールー（政治家）
- 黄俊中：ファン・ジュンジョン（野球選手）
- 黄信介：フアン・シンジエ（政治家）
- 黄志龍：ファン・ツーロン（野球選手）
- 范暁萱：メイヴィス・ファン（歌手）
- 黄明宗：フアン・ミンゾン（政治家）
- 黄騰輝：ロバート・ファン（芸術家）
- 黄龍義：ファン・ロンイ（野球選手）
- 胡智為：フー・ジーウェイ（野球選手）
- 胡宇威：ジョージ・フー（歌手・俳優）
- 胡金龍：フー・ジンロン（野球選手）
- 賀陳旦：フーチェン ダァン（官僚）
- 胡志強：フー・ヂーチャン（政治家）
- 傅正：フー・ヂョン（政治家）
- 胡漢民：フー・ハンミン（政治家）
- 傅秉常：フー・ビンチャン（政治家）
- 馮寄台：フォン・ジータイ（外交官）
- 馮媛甄：フォン・ユエンチェン（タレント）
- 風聆：フォンリン（作家）
- フランシス（歌手）
- 黒嘉嘉：ヘイ・ジャアジャア（囲碁棋士）
- 黄文英：ホアン・ウェンイン（美術監督）
- 黄春明：ホアン・チュンミン（小説家）
- 侯孝賢：ホウ・シャオシェン（映画監督）
- 侯友宜：ホウ・ヨウイー（官僚、政治家）
- 何応欽：ホー・インチン（軍人）
- 柏楊：ボー・ヤン（作家）
- 洪一中：ホン・イージョン（野球選手）
- 洪詩：エンジェル・ホン（歌手・女優）
- 洪山川：ホン・シャンチャン（宗教家）
- 何丙郁：ホー・ビンユー（歴史学者）
- 洪流：ホン・リウ（俳優）
- エディ・ポン（俳優）
- 彭政閔：ポン・ジェンミン（野球選手）
- 洪致文：ホン・ヂーウェン（学者）
- 彭昭賢：ポン・ヂャオシェン（政治家）
- 洪騰雲：ホン・テンユン（清朝台湾の実業家。洪致文の祖先）
- 彭明敏：ポン・ミンミン（学者）
- 洪蘭友：ホン・ランヨウ（政治家）
- 彭康育：リオ・ポン（歌手）

## ま行
- 馬英九：マー・インチウ（政治家・中華民国総統）
- 馬嘉伶：マ・チャリン（AKB48のメンバー）
- 三木なずな：みき なずな（ライトノベル作家）
- 寵物先生：ミスター・ペッツ（推理作家）
- 光川環世：みつかわ たまよ（歌手）
- 繆鈺玲：ミャオ・ユイリン（テニスプレーヤー）
- 三宅宗源：みやけ そうげん（野球選手）※日本国籍取得
- ミン・ダオ（歌手・俳優）
- 梅芳：メイ・ファン（女優）
- 莫徳恵：モー・ドゥーフイ（政治家）
- 孟庭葦：モン・ティンウェイ（歌手）

## や行
- 姚嘉文：ヤオ・ジャーウェン（政治家）
- フェービー・ヤオ (ゴルファー)
- 姚仁喜：ヤオ・レンシー/クリス・ヤオ（建築家）
- 楊宗緯：アスカ・ヤン（歌手）
- 楊雪芬：アマンダ・スンヨト＝ヤン（フィギュアスケート選手）
- 楊逵：ヤン・クイ（小説家）
- 楊貴媚：ヤン・クイメイ（俳優）
- 陽建福：ヤン・ジェンフー（野球選手）
- 陽森：ヤン・セン（野球選手）
- 陽岱鋼：ヤン・ダイガン（野球選手）
- 楊周宏：ダリル・スリンドロ＝ヤン（フィギュアスケート選手）
- 楊秋興：ヤン・チウシン（政治家）
- 楊振寧：ヤン・ヂェンニン（物理学者）
- 楊東雄：ヤン・ドンシュン（キックボクサー）
- 楊碧川：ヤン・ビーチュアン（思想家）
- 陽耀勳：ヤン・ヤオシュン（野球選手）
- 楊永明：ヤン・ヨーミン（政治学者）
- 楊勇緯：ヤン・ヨンウェイ（柔道選手）
- 楊烈：ヤン・リエ（歌手・俳優・実業家）
- 楊丞琳：レイニー・ヤン（歌手・女優）
- 楊謹華：シェリル・ヤン（女優）
- 余文彬：ユ・ウェンピン（野球選手）
- 庾炅旻：ユ・キョンミン（囲碁棋士）
- 兪家燕：ユー・ジァイェン（漫画家）
- 荘智淵：ユアン・ジュアンジー（卓球選手）
- 岳東華：ユエ・ドンホァ（野球選手）
- 余心楽：ユー・シンラー（推理作家）
- ハーレム・ユー（歌手・俳優）
- 兪鴻鈞：ユー・ホンジュン（政治家）
- 于右任：ユー・ヨウレン（政治家）
- 優雅：ゆうや（歌手）
- 楊嘉源：よう かげん（囲碁棋士）
- 游錫堃：ヨウ・シークン（政治家）
- 楊伝広：よう でんこう（陸上競技選手）

## ら行
- 頼清徳：らい せいとく（医師・政治家）
- 頼聖蓉：らい せいよう（ソフトボール選手）
- 頼薇如：ドリス・ライ（歌手・女優）
- 頼品妤：ライ・ピンユィ（コスプレイヤー、社会運動家、政治家）
- 頼明珠：ライ・ミンチュー（翻訳家）
- 頼雅妍：メーガン・ライ（歌手・女優）
- 頼有賢：ライ・ヨウシェン（漫画家）
- 羅生門綱五郎：らしょうもん つなごろう（プロレスラー）
- 藍正龍：ラン・ジェンロン（俳優）
- 藍霄：ラン・シャウ（小説家）
- 郎雄：ラン・シャン（俳優）
- 李沂修：り いしゅう（囲碁棋士）
- 李来発：り らいはつ（野球選手）
- 李敖：リー・アオ（評論家）
- アン・リー（映画監督）
- アンナ・リー（タレント）
- 李逸洋：リー・イーイアン（政治家）
- 李昱鴻：リー・イーフォン（野球選手）
- 李威：リー・ウェイ（俳優）
- 李文範：リー・ウェンファン（政治家）
- 李石樵：リー・シーチャオ（画家）
- 李士群：リー・シーチュン（政治家）
- 李傑：リー・ジエ（政治家）
- 李振昌：リー・ジェンチャン（野球選手）
- 李宗盛：ジョナサン・リー（歌手）
- 利菁：リー・ジン（モデル）
- 李祖原：リー・ズーユェン（台北101や高雄85ビルで知られる建築家、画家）
- 李宗仁：リー・ゾンレン（軍人）
- 李政道：リー・ヂョンダオ（物理学者）
- 李登輝：り とうき／リー・テンフェ（政治家・元中華民国総統）
- 李天羽：リー・ティエンユイ（政治家）
- 李杜軒：リー・トゥーシェン（野球選手）
- 李漢魂：リー・ハンフン（軍人）
- 李屏賓：リー・ピンビン（カメラマン）
- 李璜：リー・ファン（政治家）
- 李柏：リー・ボー（小説家）
- 李勉之：リー・ミェンヂー（漫画家）
- 李元簇：リー・ユエンツゥ（政治家）
- 李遠哲：リー・ユエンヅー（化学者）
- ブルース・リィ（ものまねタレント）
- 李遠哲：ユアン・リー（元台湾中央研究院院長）
- 李立群：リー・リーチュン（俳優）
- 劉芙豪：リィウ・フゥハオ
- 劉培森：リゥ・ペイセン（建築家）
- 劉薫愛：アリシア・リウ（モデル）
- アニー・リウ（モデル）
- 劉金標：リウ・ジンビャオ/キング・リュー（実業家）
- 劉晋鈺：リウ・ジンユー（実業家）
- 劉元凱：リウ・ヤンカイ（陸上競技選手）
- 劉若英：レネ・リウ（歌手・女優）
- 劉忠成：マイケル・リュー（ハリウッド俳優・タレント）
- 連温卿：リェン・ウェンチン（社会運動家）
- 連佩如：リェン・ペイジュ（柔道選手）
- RIVER：リバー（漫画家）
- 廖乙忠：リャオ・イージョン（野球選手）
- 廖苡任：リャオ・イーレン（バレーボール選手）
- 廖健富：リャオ・ジェンフー（野球選手）
- 廖俊傑：ブライアン・リャオ（歌手・俳優）
- 廖福彬（幾米）：リャオ・フービン/ジミー・リャオ（絵本作家）
- 廖于誠：リャオ・ユーチェン（野球選手）
- 廖了以：リャオ・リャオイー（政治家）
- 廖任磊：リャオ・レンレイ（野球選手）
- 劉攻芸：リュウ・ゴンユン（政治家）
- シャドウ・リュウ（女優）　※旧芸名：テンテン
- 劉兆玄：リュウ ヂャオシュエン（政治家）
- ジョニー・リュウ（俳優）　※シャドウ・リュウの実兄
- 劉邦友：リュユ・バンヨウ（政治家）
- 劉鴻杰：リュウ・ホンジェ（バレーボール選手）
- 劉鴻敏：リュウ・ホンミン（バレーボール選手）
- 林依晨：アリエル・リン（歌手・女優）
- 林安可：リン・アンク（野球選手）
- 林逸欣：リン・イーシン（歌手・女優）
- 林益全：リン・イーチェン（野球選手）
- 林羿豪：リン・イーハオ（野球選手）
- 林彦峰：リン・イェンフン（野球選手）
- 林英傑：リン・インチェ（野球選手）
- 林恩宇：リン・オンユ（野球選手）
- 林威助：リン・ウェイツゥ（野球選手）
- 林煕蕾：ケリー・リン（女優）
- 林宥嘉：ジェイムズ・リン（歌手・俳優）
- 林聖賢：リン・シェンシン（囲碁棋士）
- 林建良：リン・ジェンリャン（医師）
- 林志穎：ジミー・リン（俳優）
- 林佳龍：リン・ジャーロン（政治家）
- 林鳳嬌：ジョアン・リン（女優・ジャッキー・チェンの妻）
- 林金莖：リン・ジンジーン（外交官）
- 林斯諺：リン・スーイェン（推理作家）
- 林智勝：リン・ズーシェン（野球選手）
- 林書陽：リン・スゥヤン（囲碁棋士）
- 林森：リン・セン（政治家）
- 林大興：りん たいこう（武術家）
- 林哲瑄：リン・ジェシュエン（野球選手）
- 林志傑：リン・チーチェ（バスケットボール選手）
- 林志玲：リン・チーリン（モデル・女優）
- 凌徹：リン・チェウ（作家）
- 林家聖：リン・チャーシン（サッカー選手）
- 林政則：リン・ヂョンズゥー（政治家）
- 林強：リン・チャン（音楽プロデューサー）
- チョーリャン・リン（ヴァイオリニスト）
- 林呈禄：リン・チョンルー（小説家）
- 林至涵：リン・チンハン（囲碁棋士）
- 林志炫：テリー・リン（歌手）
- 林海͡兒：リン・ハイアール（歌手・女優）
- 林海音：リン・ハイイン（作家）
- 林海峰：リン・ハイフォン（囲碁棋士）
- ブリジット・リン（女優）
- 林韋君：ペニー・リン（女優）
- 林泓育：リン・ホンユー（野球選手）
- マイケル・リン/林明弘：リン・ミンホン（美術家）
- 林曼婷：リン・マンティン（サッカー選手）
- 林美秀：リン・メイシュウ（女優）
- 林郁方：リン・ユーファン（政治家）
- 林義雄：りん よしお（政治家）
- 林瑞昌：リン・ルイチャン（政治家）
- 林立：リン・リー（野球選手）
- 林心如：ルビー・リン（歌手・女優）
- Ring：リング（歌手）
- 阮經天：イーサン・ルァン（俳優）
- 盧彦勳：ルー・イェンスン（テニスプレーヤー）
- 呂彥青：ルー・イェンチン（野球選手）
- 呂昆錡：ルー・クンチ（サッカー選手）
- 盧廣仲：クラウド・ルー（歌手）
- 呂秀蓮：ルー・シウリエン（政治家・元中華民国副総統）
- 盧秀燕：ルゥ・ショウイェン（政治家）
- 盧曉晴：テレサ・ルー (ゴルファー)
- 呂赫若：ルー・ホーロウ（小説家）
- 陸明君：ルー・ミンジュン（女優、モデル）
- 呂明賜：ルー・ミンスー（野球選手）
- 林容瑄：ルーカス・ユカ（モデル・歌手）
- REI：レイ（イラストレーター）
- 雷震：レイ・ヂェン（政治家）
- 羅一鈞：ルォ・イージュン（医師、疫学者）
- 羅志祥：ショウ・ルオ（歌手・俳優）
- 羅祥安：ルォ・シャンアン/トニー・ロー（実業家・元ジャイアント・マニュファクチャリングCEO）
- 任容萱：キミ・レン（女優）
- 任家萱：セリナ・レン（歌手・女優）
- 冷言：レンユエン（小説家）
- 連戦：れん せん（政治家・元中華民国副総統）
- リッチー・レン（歌手・俳優）
- 蓮舫：れんほう（ジャーナリスト・タレント・政治家）※日本国籍取得
- 盧千恵：ロー・チェンフイ（児童文学者）
- 龍瑛宗：ロン・インゾン（小説家）
- ロン・フェイ（俳優）
- 劉容嘉：ロンシア（タレント）

## わ行
- 王溢正：ワン・イージェン（野球選手）
- 王彥程：ワン・イェンチェン（野球選手）
- 王維中：ワン・ウェイジョン（野球選手）
- 王威晨：ワン・ウェイチェン（野球選手）
- 王仁甫：ザックス・ワン（歌手・俳優）
- サム・ワン（歌手・俳優）
- 王世杰：ワン・シージェ（政治家）
- 王勝偉：ワン・シェンウェイ（野球選手）
- 王建煊：ワン・ジェンシュエン（政治家）
- 王建民：ワン・ジェンミン（野球選手）
- 王怡仁：ジョセリン・ワン（アナウンサー・女優）
- 王叙鎮：ワン・ジョチン （競泳選手）
- 王心凌：シンディー・ワン（歌手・女優）
- 王金平：ワン・ジンピン（政治家）
- 汪兆銘：ワン ヂャオミン（政治家）
- 王傳一：ワン・チュアンイー（歌手・俳優）
- 王童：ワン・トン（映画監督）
- 汪東城：ワン・ドンチェン（歌手・俳優）
- 王必勝：ワン・ピーション（医師）
- 萬芳：ワン・ファン（歌手・女優）
- 王伯群：ワン・ボージュン（政治家）
- 王柏融 : ワン・ボーロン (野球選手)
- 王銘琬：ワン・ミーワン（囲碁棋士）
- 王敏川：ワン・ミンチュアン（政治運動家）
- 王雲五：ワン・ユンウー（政治家）
- 王永慶：ワン・ヨンチン（実業家）
- 王用賓：ワン・ヨンピン（政治家）
- 王立誠：ワン・リーチョン（囲碁棋士）
- 王理恵：ワン・リーフィ（スポーツキャスター）
- 王力宏：ワン・リーホン（歌手・俳優）